# Сенькин, Олег Алексеевич
Олег Алексеевич Сенькин (род. 30 января 2005, Тольятти, Самарская область) — российский хоккеист, нападающий.

## Биография
Начал заниматься хоккеем в три с половиной года в «Ладе» с ребятами на год старше, некоторое время играл за команду «Волгарь» 2003 года рождения. В 2013 году переехал с семьей в Москву, стал заниматься в школе «Янтарь» (тренер Александр Бирюков). Потом был в клубах ЦСКА (2015—2019), «Русь» (2019—2021), «Крылья Советов».
В сезоне-2022/23 провёл 27 матчей в команде МХЛ МХК «Крылья Советов». В следующем сезоне выступал за команду МХЛ «Чайка» Нижний Новгород. В 2024 году вернулся в Тольятти и стал играть за «Ладью» в МХЛ. 5 декабря 2024 года в домашнем матче «Лады» против «Металлурга» Мг (0:4) дебютировал в КХЛ, проведя единственный матч в лиге в сезоне.